# Harald Andersson (konstnär)
Johan Harald Andersson, född den 10 november 1912 i Vislanda, död den 31 maj 1994 i Vislanda, var en svensk konsthantverkare. 
Andersson var som konstnär huvudsakligen autodidakt. För Blädinge kyrka tillverkade han 1945 efter Erik Abrahamsons förebild ett dopfat i mässing till kyrkans gamla medeltida dopfunt. Hans konst består av porträtt i olja samt koppar-, mässing- och tennarbeten. Harald Andersson är begravd på Vislanda kyrkogård.